# Meteorologiåret 1889

## Händelser

### Januari
- 16 januari – I Cloncurry, Queensland uppmäts temperaturen + 53 °C (128 °F), men då ingen standardtermometer används blir resultatets giltighet omtvistat [1].

### Maj
- Maj - Med medeltemperaturen + 15,7 °C upplever Christiania Norges varmaste majmånad någonsin [2].
- 31 maj - Johnstonöversvämningen drabbar USA [3].

### September
- 15 september - Rekordtidigt snöfall i bl.a. Växjö och Örebro.

### December
- 10 december – Ett sent åskväder observeras i Maple Plain Minnesota, USA [4].

### Okänt datum
- Mareografen på Skeppsholmen i Stockholm, Sverige byggs [5].

## Födda
- 25 februari – Gordon Dobson, brittisk fysiker och meteorolog.
- 10 september – Charles Normand, skotsk meteorolog.
- 28 september – Vilho Väisälä, finländsk meteorolog och fysiker.

## Avlidna
- 11 mars – Karel Dežman, krainsk meteorolog, historiker, arkeolog, zoolog, botaniker, mineralog, geolog och politiker.
- 15 augusti – Elias Loomis, amerikansk matematiker, meteorolog och astronom.

### Fotnoter
1. ↑  Global Measured Extremes of Temperature and Precipitation. National Climatic Data Center. Läst 21 juni 2007.
2. ↑  MET
3. ↑  ”Johnstown flood of 1889 - Historic”. Arkiverad från originalet den 27 januari 2011. https://web.archive.org/web/20110127164934/http://www.johnstownpa.com/History/hist19.html. Läst 6 februari 2011.
4. ↑  ”Arkiverade kopian”. Arkiverad från originalet den 15 december 2010. https://web.archive.org/web/20101215013148/http://climate.umn.edu/pdf/day_in_weather_history/december_wx_history.pdf. Läst 16 februari 2011.
5. ↑  SMHI